# Алена Шередова
А́лена Ше́редова (чеськ. Alena Šeredová, МФА: [ˈalɛna ˈʃɛrɛdovaː]; поширена помилкова транслітерація Середова; 21 березня 1978, Прага) — чеська модель і акторка, яка живе й працює в Італії.

## Біографія
Народилася і провела дитинство в Празі, у районі Віногради. Має сестру Елішку (Eliška), яка теж працює моделлю.
Була у стосунках з італійським футболістом Джанлуїджі Буффоном. 28 грудня народила сина ЛуїсавТомаса (Louis Thomas Buffon), а 1 листопада 2009 — сина Давіда Лі (David Lee). У 2011 році Алена і Джанлуїджі оголосили про офіційний шлюб. У травні 2014 Буффон повідомив про розлучення. Тоді ж стало відомо, що Шередова перебуває у стосунках з італійським бізнесменом Алессандро Насі.

## Кар'єра
Модельну кар'єру почала з 15 років. П'ять років по тому, у 1998, виграла конкурс «Міс Чехія» і право представляти Чехію на конкурсі «Міс Світу», де посіла четверте місце. Топ-моделлю вона стала у 2002 році, також була співведучою Джорджіо Панарієло у його популярній гумористичній телепрограмі Torno Sabato. Шередова кілька разів з'являлася на обкладинках журналів, включаючи європейські видання Penthouse і Playboy, а також Spy, Extreme і Quo. У 2005 році вона знімалася для календаря MAX.

## Фільмографія
- «Я бачив зірки» (італ. Ho visto le stelle, чеськ. Viděl jsem hvězdy) — комедія, 91 хв., режисер Вінченцо Салемме, 2003
- «Закохане Різдво» (італ. Christmas in Love, чеськ. Zamilované Vánoce) — комедія, 118 хв., режисер Нері Паренті, 2004
- «Літо на морі» (італ. Un'estate al mare), режисер Карло Ванцина, 2008
- «Літо на Карибах» (Un'estate ai Caraibi), режисер Карло Ванцина, 2009
- «Валіза на ліжку» (La valigia sul letto), режисер Едуардо Тарталья, 2010
- «Жінка на все життя» (Una donna per la vita), режисер Мауріціо Касагранде, 2012